# Dickiauten
Dickiauten, 1938 bis 1945: Waldried, litauisch Dikiautai, ist ein verlassener Ort im Rajon Krasnosnamensk der russischen Oblast Kaliningrad.
Die Ortsstelle befindet sich zweieinhalb Kilometer nördlich von Pobedino (Schillehnen/Schillfelde) an der Straße zum verlassenen Liwny (Wisborienen/Grenzhöhe) am Rande eines Moores, das in deutscher Zeit Dickiauter Plinis (1938 bis 1945: Waldried) genannt wurde.

## Geschichte

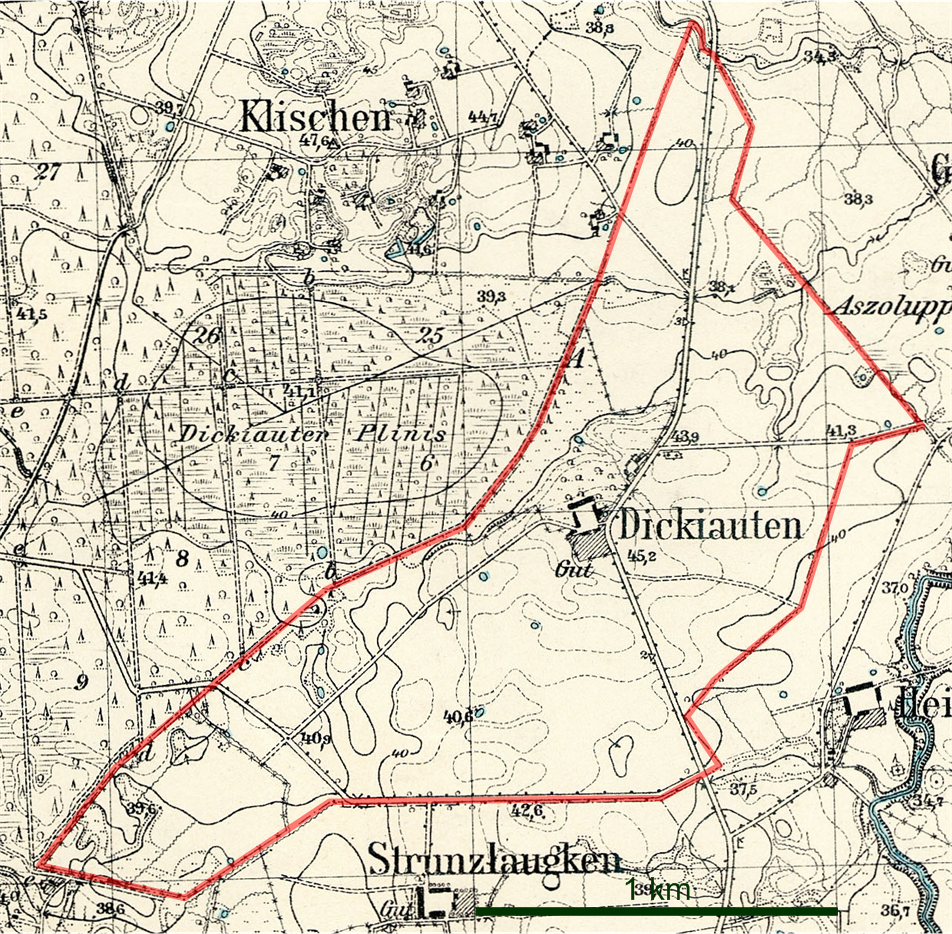
Die Landgemeinde Dickiauten auf einem Messtischblatt von 1927

Der Ort wurde seit 1660 erwähnt und zuerst mit Duckayten und Dickauten bezeichnet. Um 1780 war Dickiauten ein königliches Bauerndorf. 1874 wurde die Landgemeinde Dickiauten in den neu gebildeten Amtsbezirk Wisborienen im Kreis Pillkallen eingegliedert. 1938 wurde Dickiauten in Waldried umbenannt. 1945 kam der Ort in Folge des Zweiten Weltkrieges mit dem nördlichen Ostpreußen zur Sowjetunion. Einen russischen Namen erhielt er nicht mehr.

### Einwohnerentwicklung
| Jahr | Einwohner | Bemerkungen                 |
| ---- | --------- | --------------------------- |
| 1867 | 80        |                             |
| 1871 | 54        |                             |
| 1885 | 40        |                             |
| 1905 | 58        | davon 24 litauischsprachige |
| 1910 | 62        |                             |
| 1933 | 36        |                             |
| 1939 | 33        |                             |

## Kirche
Dickiauten/Waldried gehörte zum evangelischen Kirchspiel Schillehnen. Die katholische Minderheit (1905: 3 von 58 Bewohnern) war bis 1930 in Bilderweitschen und dann in Schillehnen eingepfarrt.

## Söhne und Töchter des Ortes
- Horst Büchler (1907–2000), Landwirt und Politiker